# Matteo Rivolta
Matteo Rivolta (Milán, 16 de noviembre de 1991) es un deportista italiano que compite en natación, especialista en el estilo mariposa.
Ganó seis medallas en el Campeonato Mundial de Natación en Piscina Corta, en los años 2021 y 2022, tres medallas en el Campeonato Europeo de Natación, en los años 2012 y 2022, y cuatro medallas en el Campeonato Europeo de Natación en Piscina Corta entre los años 2015 y 2021.

## Palmarés internacional
| Campeonato Mundial en Piscina Corta | Campeonato Mundial en Piscina Corta | Campeonato Mundial en Piscina Corta | Campeonato Mundial en Piscina Corta |
| Año                                 | Lugar                               | Medalla                             | Prueba                              |
| ----------------------------------- | ----------------------------------- | ----------------------------------- | ----------------------------------- |
| 2021                                | Abu Dabi (EAU)                      | Medalla de oro                      | 100 m mariposa                      |
| 2021                                | Abu Dabi (EAU)                      | Medalla de oro                      | 4 × 100 m estilos                   |
| 2021                                | Abu Dabi (EAU)                      | Medalla de bronce                   | 50 m mariposa                       |
| 2021                                | Abu Dabi (EAU)                      | Medalla de bronce                   | 4 × 50 m estilos                    |
| 2022                                | Melbourne (Australia)               | Medalla de oro                      | 4 × 50 m estilos                    |
| 2022                                | Melbourne (Australia)               | Medalla de bronce                   | 4 × 100 m estilos                   |
| Campeonato Europeo                  |                                     |                                     |                                     |
| Año                                 | Lugar                               | Medalla                             | Prueba                              |
| 2012                                | Debrecen (Hungría)                  | Medalla de oro                      | 4 × 100 m estilos                   |
| 2012                                | Debrecen (Hungría)                  | Medalla de bronce                   | 100 m mariposa                      |
| 2022                                | Roma (Italia)                       | Medalla de oro                      | 4 × 100 m estilos                   |
| Campeonato Europeo en Piscina Corta |                                     |                                     |                                     |
| Año                                 | Lugar                               | Medalla                             | Prueba                              |
| 2015                                | Netanya (Israel)                    | Medalla de oro                      | 4 × 50 m estilos                    |
| 2015                                | Netanya (Israel)                    | Medalla de plata                    | 100 m mariposa                      |
| 2017                                | Copenhague (Dinamarca)              | Medalla de oro                      | 100 m mariposa                      |
| 2021                                | Kazán (Rusia)                       | Medalla de plata                    | 50 m mariposa                       |